# Ferdinand Frederik de Boois
Ferdinand Frederik de Boois (Den Helder, 7 oktober 1874 - 22 juni 1948) was een bouwkundige en architect.
Op 20 maart 1902 trouwde hij in Hengelo met Hendrika Gerdiena ter Weer. Na zijn opleiding aan de Ambachtsschool in Groningen kwam hij als opzichter bij de Provinciale Waterstaat en een particulier architect in Hengelo. In 1900 behaalde hij het diploma Bouwkundig Opzichter en werd tekenaar bij de Utrechtsche Waterleiding Maatschappij, voor het maken van tekeningen voor de tentoonstelling in Parijs. Daarna werd De Boois opzichter bij de gemeente Hilversum.
In 1905 werd De Boois benoemd tot gemeentearchitect en directeur van gemeentewerken van Baarn en directeur van de Nuts-Ambachts-Tekenschool. Na een schandaal over steekpenningen werd hij door de gemeenteraad tijdelijk gedegradeerd tot hoofdopzichter en per 1 januari 1931 gerehabiliteerd.
De Boois was 9 jaar lang opperbrandmeester (commandant) bij de Baarnse brandweer.

## Bouwwerken

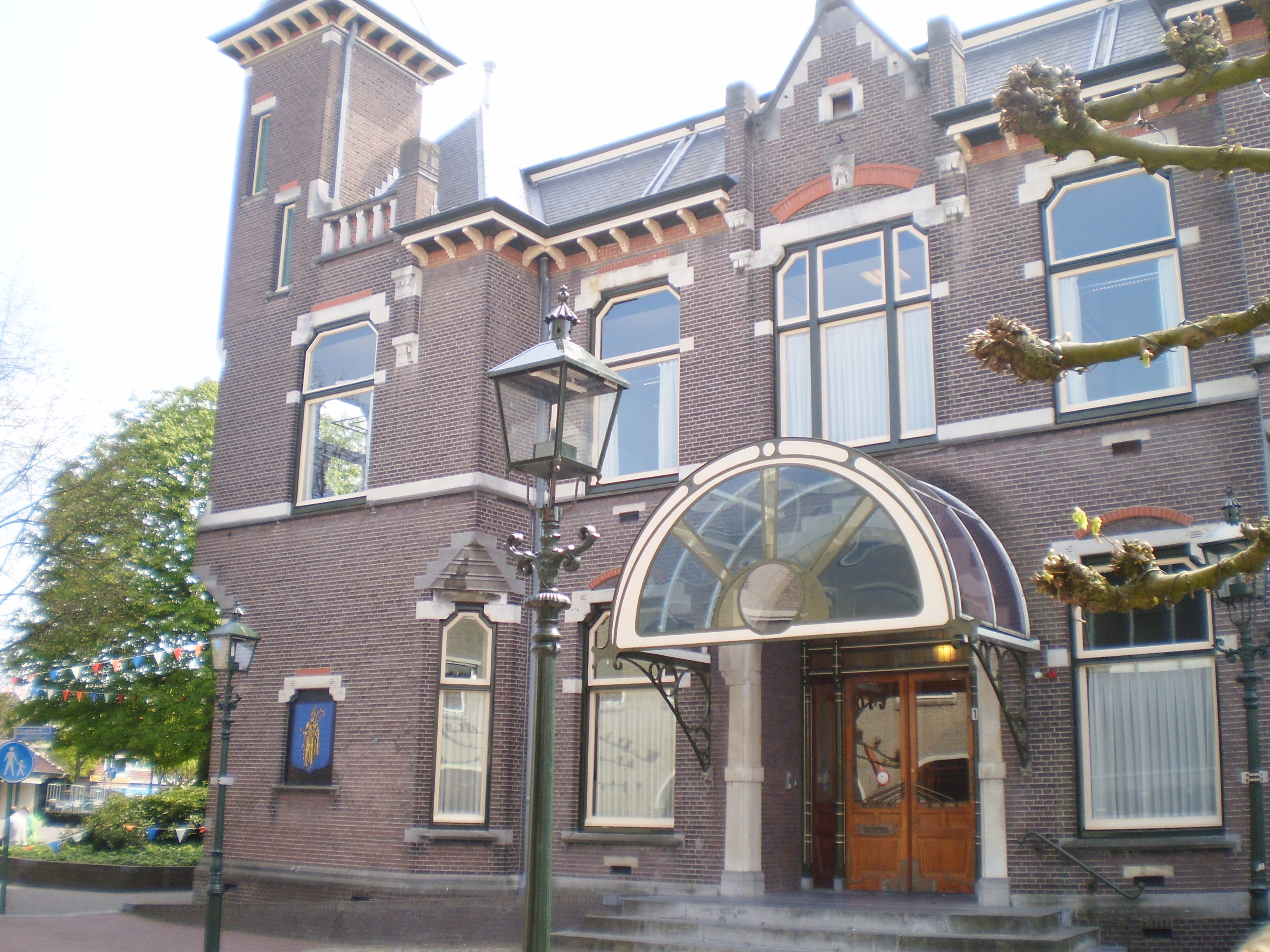
Het oude gemeentehuis van Baarn

### Baarn
- aula op de Nieuwe algemene begraafplaats aan de Wijkamplaan
- Nutsgebouw - Penstraat,
- oude gemeentehuis van Baarn - Laanstraat
- Wilhelminaschool - Dalweg
- oude politiebureau - Stationsweg
- woningbouw Heuveloord (omgeving Heuveloordstraat en de Acacialaan)
- slachthuis[3] en koelhuis met dienstwoningen - Ericastraat
- woning directeur van de gasfabriek
- 't Poorthuis - Acacialaan
- De Maarschalk - Molenweg
- Eemnesserweg 79

### Hilversum
- Gijsbrecht 3 (1906)
- Woonhuis Microcosmos Oude Enghweg 11-13 (1901)